# Film-Riport
Film-Riport – havonta kétszer, egy időben hetente megjelenő nagyváradi filmlap.  (1923-1929).

## Története
1923. május 1-jén indult a Dorian-Film RT filmkölcsönző vállalat lapjaként. Beköszöntőjében Adorján Péter főszerkesztő (a főrészvényes Adorján Emil fia) a következőket írta: "Kell egy sajtóorgánum, amely a közönséget a filmhez nemcsak a mozgószínházi előadások alatt, hanem azok előtt és után is közelebb hozza." 1926 őszétől (a 87. számtól) kezdve az Erdélyi és Bánáti Filmszínházak Szövetségének közlönye.
Gazdag irodalmi és művészeti anyagából kiemelkedik Kertész Mihály, Szabó Dezső, Karinthy Frigyes, Molnár Ferenc, Szép Ernő, Herczeg Ferenc, Balázs Béla nyilatkozata a filmről; a lap angol (D. W. Griffith), német (Max Reinhardt), francia (Auguste és Louis Lumière), orosz (Lunacsarszkij) szakemberek írásait közli a filmről, beszámol a romániai filmgyártás kezdeteiről, többek közt a Nagyváradon készült Légből kapott szerelem c. filmszkeccsről (1927). Irodalomtörténeti dokumentumok a beszámolók magyar íróknak a filmhez fűződő kapcsolatairól: Lengyel Menyhért, Emőd Tamás, Bíró Lajos, Molnár Ferenc műveinek filmesítéséről van itt szó. A maga korában úttörő módon foglalkozott a Film-Riport a szovjet filmgyártással, többek közt a Rettenetes Iván c. filmmel (1928). Egyik technikai rovatvezetője Londonból Adorján Pál. A folyóirat képanyagából kiemelkedik a Nagyváradról Párizsba elszármazott Váradi Albert festőművésznek a mozival kapcsolatos tollrajz-sorozata. A lap 1929-ben szűnt meg.